# Мунация Планцина
Мунация Планцина (на латински: Munatia Plancina; † 33 г.) е римска благородничка, съпруга на римския управител на Сирия Гней Калпурний Пизон. Семейството е обвинено, че е отровило Германик, племенникът и осиновен син на император Тиберий. Първо е обявена за невинна, но след подновяването на процеса се самоубива.

## Биография
Мунация Планцина е наричана често само Планцина. Произлиза от фамилията Мунации. Дъщеря е вероятно на Мунаций, който бил comes на Тиберий по време на дипломатическата му мисия на Изток. Внучка е на генерал Луций Мунаций Планк (консул 42 пр.н.е.).
Поради знатния си произход тя е с голямо самочуствие. Вероятно е втората съпруга на Гней Калпурний Пизон (консул 7 пр.н.е.), син на Гней Калпурний Пизон (консул 23 пр.н.е.). Майка е на Гней и Марк Калпурний Пизон. Приятелка е на Ливия Друзила (третата съпруга на император Октавиан Август и майка на Тиберий).
Тя придружава съпруга си, когато той става управител на Сирия през 17 г. Там започват големи спорове с дошлата с Германик Агрипина Стара. Планцина участва на военните паради, държи обидни речи против двамата, изглежда по желанието на Ливия. Познавала се много добре със сирийката Мартина, която правила отрови. Затова Мунация и Пизон за обвинени за смъртта чрез отравяне на Германик (на 10 октомври 19 г.), за което Мунация много се радвала.
През есента на 20 г. Планцина и Гней пристигат в Рим. Пред Сената трябва да дадат обяснения за смъртта на Германик. Връзката и с Ливия и помагат да бъде оправдана. Тя се дистанцира от Пизон, и той се самоубива. След смъртта на Ливия Тиберий подновява процеса през 33 г. Преди присъдата тя се самоубива.